# Хрящевка (Акмолинская область)
Хряще́вка (каз. Хрящевка) — село в Атбасарском районе Акмолинской области Казахстана. Входит в состав Ярославского сельского округа. Код КАТО — 113867700.

## География
Село расположено в центральной части района, на расстоянии примерно 17 километров (по прямой) к югу от административного центра района — города Атбасар, в 9 километрах к юго-западу от административного центра сельского округа — села Тимашевка.
Абсолютная высота — 272 метров над уровнем моря.
Ближайшие населённые пункты: село Акана Курманова — на западе, село Ащиколь — на севере, село Магдалиновка — на северо-востоке.
Восточнее села проходит автодорога областного значения — КС-7 «Сочинское — Атбасар».

## Население
В 1989 году население села составляло 448 человек (из них украинцы — 42 %, немцы — 36 %).
В 1999 году население села составляло 449 человек (233 мужчины и 216 женщин). По данным переписи 2009 года в селе проживало 306 человек (160 мужчин и 146 женщин).
| Численность населения | Численность населения | Численность населения |
| 1989                  | 1999                  | 2009                  |
| --------------------- | --------------------- | --------------------- |
| 448                   | ↗449                  | ↘306                  |

## Известные уроженцы и жители
- Куц, Алексей Маркович (1919—2015) — советский и российский юрист, участник Великой Отечественной войны, председатель Оренбургского областного суда (1958—1978), заслуженный юрист РСФСР (1972).

## Улицы
- ул. Мадениет
- ул. Школьная
- ул. Ынтымак